# Vadászat (Hobo Blues Band-album)
A Vadászat a magyar Hobo Blues Band blues-zenekar 1984-ben megjelent negyedik nagylemeze, dupla lemez. Kiadása idején egyike volt Magyarországon a ritka konceptlemezeknek, teljes anyaga egy gondosan megtervezett, zeneileg és szövegileg egységesen és részletesen ábrázolt téma köré épült fel. Minden idők egyik legfontosabb magyar zenei albumaként tartják számon, több mint százezer példányban kelt el, és háromszoros aranylemez státuszt ért el.
A Vadászat a vadászat toposz jellegzetességeibe, asszociatív hangulataiba és életképeibe ágyazva, történelmi és társadalmi keresztmetszetekben, sorstöredékek felvillantásával, tablószerűen jeleníti meg az üzenetét, amelyben a megjelenés idején még merész politikai fricskáknak számító célzások, többértelmű utalások is elhangzanak.

## Áttekintés
Az 1983-as "Még élünk" album elkészültét követően változások történtek a zenekari felállásban. A Földes László "Hobo" – Deák "Bill" Gyula – Póka Egon szerzőtrió mellé megérkezett a gitáros Tátrai Tibor, a dobok mögött Pálmai Zoltánt pedig Döme Dezső váltotta.
Hobo már régóta tervezte egy konceptalbum elkészítését. Alapvetően három témában tudta ezt elképzelni: "a katonaság, a kurválkodás, és a vadászat". 1984-ben a Miskolci Nemzeti Színházban játszott a Lulu című darabban, és egyik alkalommal amíg odavonatozott Budapestről, walkmanjén a Jehtro Tull "Thick as a Brick" című albumát hallgatta. A zene összetettsége olyan inspirációt jelentett számára, hogy még a vonaton leírt egy füzetbe 40-50 dalötletet. Ezt követően két napon át írta a refréneket és a versszakokat, majd a Római strandon, pár nap leforgása alatt, véglegesítette a munkát. Csakhogy a teljes anyagot egy taxiban felejtette, így aztán emlékezetből rekonstruálnia kellett az egészet – így született meg a "Vadászat".
A koncepció lehetővé tette, hogy ne csak egy stílusban alkossanak, hanem a blues mellett legyen népdal, sanzon, operett, sőt vers és dráma is. Fontos volt a téma is: a vadászat, amely kezdetben túlélést, megélhetést szolgáló tevékenység volt, idővel a nemesi világ fényűző életmódjának szimbólumává is vált. Különösen aktuális volt a megjelenése idejében is a téma, ugyanis az "elvtársi vadászatok" testesítették meg azt a kétszínűséget, melynek során a létező szocializmusban elkövetett tivornyákban éltek tovább a feudális szokások. Hobo undorral tekintett a vadászatra, mészárlásnak tekintette, hogy a korábban odaszoktatott szarvast a magaslesről, távcsöves puskával lőtték le. Gyerekkorában egyszer vitték el egy ilyen vadászatra, ahol beavatásképpen elfenekelték egy tölgyfaággal. Apja szenvedélyes vadász volt, Hobo elmondása szerint minden pénzét erre költötte, majd trófeagyűjteményét Kiskunhalas városára hagyta. Vele ellentétben Póka Egon szerette a vadászatot, habár nem a lesről történőt, hanem a társas vadászatokat, fácánt hajtva.
Póka Egon és Tátrai Tibor találta ki az album zenei részét, mégpedig az anyaghoz illő környezetben, egy Rába-parti faházban az erdő közepén, ahová horgászni jártak. Póka elmondása szerint a zeneszerzésnél "nem gyakorolniuk kellett", hiszen mindketten képzett muzsikusok voltak, hanem a "szilánkokat kellett jól összerakni". Ezt követte a viszonylag hosszú stúdiómunka, ahol instruálták Hobót és Billt, Döme Dezső pedig feldobolta a számokat. A lemez bevezetőjének Hobo mindenképpen egy prológust szeretett volna a vadászat alapelveivel, melyet az 1971-es Vadászati Világkiállításra készült albumból vett (melynek apja volt a fővédnöke). Az eredeti koncepcióban a ceremóniamester Merlin lett volna, a varázsló, ezért olyan hangot igyekezett keresni, ami hasonlít a karakterhez. Számos elgondolás után végül Major Tamásra esett a választásuk, aki azt az instrukciót kapta, hogy a szöveget "egy kis iróniával" adja elő. Bereményi Géza ajánlására került "Az orgia" című dalba Pilinszky János "Négysoros" című verse, valamint a lezárásba Szikora János javaslatára a "sosem lesz vége" sor, melyet József Attila "Szabad-ötletek jegyzéke" inspirált. "A vadállatok tánca" című dal eredeti elképzelése szerint a különféle állatok különféle zenére táncoltak volna. Mivel ezt nem sikerült megoldani, ezért elmentek az Állatkertbe, és ott rögzítettek különféle állathangokat, melyet rákevertek a zenére.
A felvételek nehéz körülmények között zajlottak, ugyanis Wilpert Imre "lógósoknak" tartotta őket, ezért a felvételi idejükből büntetésképp levont egy-egy műszakot. Ráadásul a Hanglemezgyár elszámolása is igazságtalan volt, ugyanis az akkor megszokottak szerint úgy fizették ki a jogdíjakat, hogy az adott zenész hány sávon szólal meg. Ezt az anomáliát kihasználva Tátrai Tibor "A vadászok kara" című dalban saját gitárszólamait több mint negyven sávra rögzítette, ezért ő lényegesen nagyobb összeget kapott, mint a többiek. A szövegeket is cenzúrázni kellett: a Hobo Blues Band megítélése akkoriban meglehetősen negatív volt, köszönhetően a "Torta" című dalnak, amelyben Hobo azt figurázta ki, hogy Jancsó Miklós és Hernádi Gyula egy tortát küldtek Aczél György születésnapjára (közvetetten ez volt az oka a "Kopaszkutya" lemez betiltásának is). Így aztán amikor be kellett küldeni a lemez dalszövegeit, azt se engedélyezni, se betiltani nem merték, hanem egyenesen továbbküldték Aczél Györgynek. Végül négy számot tiltottak le: a "Ballada a senki fiáról" egy Francois Villon-vers volt, Faludy György fordításában, a "Zöld sárga" pedig egy Kex-dal – ezeket azért tiltották le, mert Faludy is, és a Kex egykori frontembere, Baksa-Soós János is disszidensek voltak. A másik két dal Petőfi Sándor "A kutyák dala" és "A farkasok dala" című versének megzenésített változata volt, ezek esetében nem volt egyértelmű magyarázat a tiltásra, csak sejteni lehetett, hogy a Kopaszkutyával történő áthallás adhatott erre okot. "A vadászok bevonulása" című dalból két szakaszt is törölni kellett: a "Mint gímszarvas / Kit seggbe lőtt az ármány / Futott a miniszter / Löttyedt segge árván" mellett a "Negyven évig nem tudtam ki vagyok én? / De minden eljön a maga idején / Nem vagyok zászló a mások ünnepén / Szelep vagyok az ország ülepén" sorokat is ki kellett venni – Hobo ez utóbbi átírta, de ezt is letiltották, majd csak évekkel később, az "Ars Bluesica" című dalba kerülhetett be az átírt változat. A "Mesél az erdő"-ből ezt törölték: "Elaludt Gulliver, a törpék nem félnek / Lekötözik gyorsan, amíg fel nem ébred / A fülébe ólmot, az orrába mérget / Szép hazánk Lilliput, zeng a hősi ének". "A lakoma" dalszövegében a "Duna, Tisza, Elba, Volga" sort kellett "Klára, Erzsi, Kati, Olga" sorra cserélni. Ugyanígy nem lehetett "A száműzött lovag" címe "Konrád lovag", ugyanis egyértelmű volt, hogy Konrád György "Az autonómia kísértése" című szamizdat műve alapján készült, márpedig ő disszidensként nemkívánatos volt – hiába érvelt Hobo amellett, hogy a Konrád egy ízig-vérig kereszteslovag-név. Ugyancsak ebben a dalban Deák "Bill" Gyulának kellett énekelnie a kezdő sor miatt: „Apám kitagadott, nincs otthonom, hazám”, ugyanis áthallásokat véltek felfedezni Hobo saját apjára.
A lemez borítóját Bachman Gábor és Rajk László készítették, akik akkoriban mindenhonnan ki voltak tiltva, ezért nem is a saját nevükön, hanem "Plusz Grafikai Stúdió" néven szerepelnek a kiadványon. Hobo egyik elvetett ötlete volt még, hogy a lemezek belső papírtokjára az 1971-es budapesti Vadászati Világkiállítás magyar trófeáit és a sikeres vadászok pontszámait nyomtassák rá.

## A dalok
| #  | LP # | Cím                                                               | Infó | Hossz |
| -- | ---- | ----------------------------------------------------------------- | --- | ----- |
| 1  | A1   | Prológus (A vadászat alapelvei)                                   | km. Major Tamás                                                                                                | 1:28  |
| 2  | A2   | A hajtók dala                                                     | | 3:42  |
| 3  | A3   | A vadászok gyülekezője                                            | | 5:11  |
| 4  | A4   | Mesél az erdő                                                     | | 6:14  |
| 5  | A5   | Fut a nyúl a mezőn                                                | | 4:58  |
| 6  | A6   | A kerítés mögött fegyveresek fáklyával                            | | 0:50  |
| 7  | B1   | A vészbanyák dala                                                 | William Shakespeare: Macbeth egyes szövegrészleteinek felhasználásával                                         | 2:43  |
| 8  | B2   | A királyfi vágtat a réten                                         | | 2:27  |
| 9  | B3   | Ott fogsz majd sírni, ahol senki se lát – zokogja az erdész lánya | km. Igó Éva, tangóharmonikán Bergendy István, Szenes Andor dalából                                             | 2:46  |
| 10 | B4   | A fattyú reménytelen szerelme és halála                           | | 3:44  |
| 11 | B5   | A remete története                                                | Jack Kerouac: 211. kórus alapján                                                                               | 3:24  |
| 12 | B6   | A száműzött lovag                                                 | | 2:53  |
| 13 | B7   | A vadászok kara                                                   | Carl Maria von Weber és Friedrich Kind műve alapján, Szabó Miklós "A bűvös vadász" szövegének felhasználásával | 2:35  |

A Prológust követően a lemez egyik legismertebb szerzeménye, "A  hajtók dala" következik, amely a hiú feleségét az önfeladásig imádó kisember himnusza, aki annak ellenére lett hajtó, hogy "a kutyától fél, a vértől hány". "A vadászok gyülekezője" egy könnyedebb darab, Hobo és Bill duettezik benne. Ezután jön a lemez másik közismert dala, a "Mesél az erdő", amely mesehősöket figuráz ki, majd utal arra, hogy az erdő már nem az ő otthonuk, hanem a menekülő bujdosóké. A "Fut a nyúl a mezőn"-t Bill énekli, áthallásos szöveggel. A lemez A-oldalát egy rövid tétel zárja. A B-oldal első dala "A vészbanyák dala" valójában Shakespeare Macbeth-jéből származó idézetek sora, Döme Dezső dobjátékával. "A királyfi vágtat a réten" ismét csak egy Deák Bill-dal, melynek szövege áthallással bír, megnevezve azon népeket, akik Magyarország területén "állomásoztak". A lemez legfurcsább dala az "Ott fogsz majd sírni, ahol senki se lát – zokogja az erdész lánya", mely egy az egyben egy 1930-as évekbeli tangó feldolgozása, és a dalt Igó Éva, Hobo akkori felesége énekli. Ezt követi a lemez újabb slágere, "A fattyú reménytelen szerelme és halála", majd "A remete története", mely Jack Kerouac versének megzenésítése. A lemezt "A száműzött lovag", majd pedig "A vadászok kara" zárja, amelyet a Hobo Blues Band tagjai énekelnek (az énekesek nélkül), Tátrai Tibor pedig több tucatszor játszotta fel a saját gitársávját azért, hogy a tömeg illúzióját keltse.
| #  | LP | Cím                                          | Infó                                                              | Hossz |
| -- | -- | -------------------------------------------- | ----------------------------------------------------------------- | ----- |
| 1  | C1 | A vadállatok tánca                           |                                                                   | 3:55  |
| 2  | C2 | A tigris és a medve utolsó találkozása       |                                                                   | 3:57  |
| 3  | C3 | Az áldozatok áriája                          |                                                                   | 3:02  |
| 4  | C4 | Az üldözés rövid, de véres                   |                                                                   | 3:40  |
| 5  | C5 | A zsákmány terítéken, szépen elrendezve      |                                                                   | 3:45  |
| 6  | C6 | A vak zenészek kara lassan lépked a fűben    |                                                                   | 1.04  |
| 7  | D1 | A vadászok bevonulása és az ünnepség kezdete |                                                                   | 5:40  |
| 8  | D2 | A lakoma                                     | Erkel Ferenc zenéje és Arany János verse alapján, km. Major Tamás | 2:50  |
| 9  | D3 | A vendégsereg tánca                          |                                                                   | 3:40  |
| 10 | D4 | Az orgia                                     | Pilinszky János "Négysoros" című versének felhasználásával        | 5:46  |
| 11 | D5 | A bolond levele a kisfiúnak                  |                                                                   | 2:39  |
| 12 | D6 | Ez elment vadászni                           |                                                                   | 0:16  |

A második lemez nyitódala "A vadállatok tánca" instrumentális. "A tigris és a medve utolsó találkozása" egy Hobo-Bill duett, erős blues alapokon, "Az áldozatok áriája" után pedig a második lemez egyik csúcspontja, "Az üldözés rövid, de véres" következik. A dalban a menekülő állatok egyre gyorsuló rohanását a halálos lövés hangja zárja le. Ezután "A zsákmány terítéken, szépen elrendezve" során számba veszik, mit lőttek: az állatok mellett mesefigurákat, bujdosókat, sőt járulékos veszteségként még egy hajtót is. Az oldalt "A vak zenészek kara lassan lépked a fűben" átvezetése zárja. A D-oldal "A vadászok bevonulása és az ünnepség kezdete" című dallal indul, mely még blues-os hatású, ezt követően kaotikussá válik a lemez: "A lakoma", "A vendégsereg tánca" és "Az orgia" a címükhöz méltóan a féktelen mulatozást fejezi ki zenei eszközökkel, melyet követően mindenki nyugovóra tér. Kivéve a Hobo által megszemélyesített Bolond, aki "A bolond levele a kisfiúnak" című műben kiábrándultan mesél a történtekről, mint aki se nem vadász, se nem hajtó nem akart lenni, így maradt csavargó és szabad. A befejező "Ez elment vadászni" gyerekmondóka pedig lezárja az albumot.

## Fogadtatása
A lemez kilógott nemcsak a magyar könnyűzenei élet trendjeiből, hanem a Hobo Blues Band addigi életművéből is. Sebők János "A Vadászatról a hatalmi játszmák tükrében" című tanulmányában azt írta, hogy bár a lemez anyagi és kritikai sikert hozott, dekódolásával komoly gondok voltak. A rajongók jelentős része nem tudta megfejteni a mű áttételes üzenetét, akik pedig igen, azokat társadalmi pozíciójukból kifolyólag érzékenyen érintette, és ezért megpróbálták elhallgatni. Maga Hobo is arról mesélt 1984-ben az Ifjúsági Magazinnak, hogy többször előfordult, hogy a rajongók leszólították, hogy mondja el nekik, miről is szól ez a lemez. Ugyanez a lap "félkarú óriásnak" titulálta az albumot kritikájában, mely Tátrai Tibor gitárjátékát úgy jellemezte, hogy "túl sok benne a bántó utánérzés". Ugyanezt osztotta, de pozitív kicsengéssel, a Film Színház Muzsika című újság, amely Carlos Santana, Mark Knopfler, és Jimi Hendrix hatását is észrevette. A legfurcsább kritika a Nimród vadászújságtól érkezett, amely számonkérte Hobón, hogy összemossa a vadászatot a gyilkolással és az öléssel.

## Utóélete
1984. december 26-án a "Vadászat"-ot színpadra állították a Budapest Sportcsarnokban, mely a számos vendégművész és a teltház ellenére meglehetősen balul sikerült. A zenekar gázsiját ugyanis nem fizették ki, ráadásul az előadás egyszeri maradt (erről a Magyar Televízió felvételt készített, habár azt állították akkoriban, hogy elveszett, a mai napig fellelhető az interneten). Ugyanis eredetileg Schmitt Pál, a Népstadion és intézményeinek akkori igazgatója eleve nem akarta engedélyezni azt, mert punkoknak tartotta a Hobo Blues Bandet (emlékezve az 1982-es, a Népstadion szoborkertjében rendezett rockfesztiválon történtekre). Kövér Péter, mint a BS kulturális műsorszervezője Hobo elmondása szerint "nem kell ide ez a csürhe" kijelentéssel akadályozta meg további előadásaikat – ezt Kövér egy 2019-es nyilatkozatával cáfolta, és elmondta, hogy ő aktívan lobbizott a rendezvényért, nem rajta múlt, hogy végül nem adták többé oda a díszletet, és szerinte a zenekar gázsija is ki lett fizetve.
2008-ban megjelent a "Bolondvadászat" című album, amely a "Vadászat" újrajátszott, más koncepció szerint újrafeldolgozott változata. Ezen helyet kaphattak olyan dalok, illetve szövegek is, amelyeket az eredeti lemezről letiltottak.
2021-ben a Nemzeti Színház színpadra vitte a művet, Vidnyánszky Attila rendezésében (aki már korábban, 2002-ben is játszotta saját társulatával).
2024. február 9-én megjelent az album újrakiadása. Rozgonyi Péter hangmérnök az eredeti arányok megtartásával, a mesterszalagok felhasználásával digitálisan remasterelte a kiadványt. A 2 CD-n is megjelent kiadványhoz egy 32 oldalas booklet lett mellékelve, dalszövegekkel és képekkel. Megjelenésének apropója a lemez kiadásának 40. évfordulója volt, amelyet "Vadászat 40" című koncerttel ünnepeltek február 10-én.

## Közreműködők
- Deák Bill Gyula – ének, próza, vokál
- Földes László – ének, vers, próza, szerkesztő
- Tátrai Tibor – gitár, vokál, vers, próza
- Döme Dezső – dob
- Póka Egon – basszusgitár, fuvola, szintetizátor, zongora, ének, vokál, vers, próza
- Major Tamás – vers, próza
- Igó Éva – ének
- Bergendy István – tangóharmonika
- Bergendy Péter – altszaxofon
- Oroszlán György – hegedű
- Csomós Péter – vokál
- Bodonyi Attila – szájharmonika, vokál
- Tzotzoglu Georgios – ütőhangszerek
- Kovács György – zenei rendező és hangmérnök
- Bachman Gábor – tasakterv-grafika